# Henryk Wolpe
Henryk Wolpe (ur. 22 czerwca 1899 w Warszawie, zm. 27 kwietnia 1966 tamże) – polski polonista, działacz komunistyczny.

## Życiorys
Urodził się 22 czerwca 1899 jako syn Maksymiliana.
Od 1918 działał w KZMP, KPRP (później KPP) (od 1927 jako sekretarz komórki nauczycielskiej KPP), funkcjonował pod pseudonimami „Lisowski”, „Jan”. W latach 1920–1939 pracował jako nauczyciel łaciny i języka polskiego w szkołach średnich w Warszawie. Był więziony łącznie przez 11 miesięcy. Na Uniwersytecie Warszawskim ukończył studia prawa oraz polonistyki, uzyskując w 1931 tytuł naukowy doktora filozofii za pracę pt. Horacy w poezji Kochanowskiego.
Lata II wojny światowej spędził w ZSRR. W 1942 pełnił funkcję docenta i wykładał historię literatury polskiej na uniwersytecie w Swierdłowsku. Od maja 1943 w Moskwie, gdzie został działaczem Związku Patriotów Polskich, był redaktorem „Biblioteczki ZPP”, starszym redaktorem polskiej redakcji w Wydawnictwie Literatur w Językach Obcych oraz wiceprezesem Komitetu do spraw dzieci polskich w ZSRR. W latach 1944–1946 prowadził wykłady z historii literatury polskiej na Uniwersytecie Moskiewskim. W 1945 został mianowany przez Tymczasowy Rząd Jedności Narodowej przewodniczącym delegacji polskiej do mieszanej polsko-radzieckiej komisji do spraw repatriacji. W 1946 był radcą i chargé d’affaires Ambasady RP w Moskwie. 
Po powrocie do Polski od 1947 do 1952 był członkiem kolegium Ministerstwa Oświaty oraz pełnił funkcję redaktora naczelnego Państwowych Zakładów Wydawnictw Szkolnych. Od 1952 do 1953 pełnił funkcję zastępcy dyrektora Instytutu Kształcenia Kadr Naukowych przy KC PZPR. W latach 1952–1962 wykładał historię literatury (od 1954 jako profesor nadzwyczajny) na Wydziale Dziennikarstwa Uniwersytetu Warszawskiego. Od 1955 pracował w Instytucie Badań Literackich PAN. Został wicedyrektorem do spraw naukowych IBL PAN. Był członkiem Komitetu Redakcyjnego Dzieł Adama Mickiewicza. Był także inicjatorem, założycielem i redaktorem (1958–1966) „Biuletynu Polonistycznego”. Został działaczem PZPR. Od 1959 do 1961 był I sekretarzem Komitetu Partyjnego PZPR przy PAN, od 1962 do 1964 członkiem Komitetu Zakładowego OOP PZPR przy PAN.
Zmarł 27 kwietnia 1966. Został pochowany 30 kwietnia 1966 na cmentarzu Wojskowym na Powązkach (kwatera C2-6-17).

## Ordery i odznaczenia
- Krzyż Komandorski Orderu Odrodzenia Polski (25 kwietnia 1956)[4]
- Krzyż Oficerski Orderu Odrodzenia Polski (18 stycznia 1946)[5][6]
- Złoty Krzyż Zasługi (dwukrotnie: 19 lipca 1946[7], 22 lipca 1952[8])